# Nemak
Nemak ist ein mexikanischer Aluminiumverarbeiter, der Produkte für die Automobilindustrie entwickelt und produziert. Nemak stellt vornehmlich Motorblöcke, Zylinderköpfe und Strukturbauteile aus Aluminium her.
In 38 Fertigungswerken in 16 Ländern beschäftigte Nemak im Jahr 2019 rund 22.000 Mitarbeiter. Zu den Kunden des Unternehmens zählt eine Vielzahl internationaler Automobilkonzerne. Mit einem Anteil von 75,24 % ist die Grupo Alfa größter Aktionär Nemaks. Während die Ford Motor Company weitere 5,45 % der Unternehmensanteile hält befinden sich die restlichen 19,31 % im Streubesitz.

## Nemak in Deutschland
In Deutschland unterhält Nemak drei Standorte. In Dillingen/Saar fertigt die Nemak Dillingen Casting GmbH & Co. KG im Wesentlichen Zylinderblöcke. Im Jahr 2019 wurde mit 548 Mitarbeitern ein Umsatz von rund 263 Mio. EUR generiert. Die Nemak Pilsting GmbH machte 2019 mit 87 Mitarbeitern einen Umsatz von rund 14 Mio. EUR, die Nemak Wernigerode GmbH erreichte 2018 mit 328 Mitarbeitern ein Umsatzvolumen von 226 Mio. EUR.